# Анджембесоа
Анджембесоа (на малгашки: Andrembesoa) е община (каоминина) в Мадагаскар, провинция Антанариву, регион Вакинанкарача, окръг Бетефу. Населението на общината през 2001 година е 12 189 души.

## Населени места
- Антананулюфуци
- Буина
- Ватугага
- Ляундани
- Лязариву
- Мадицака
- Сакелю